# Museo de Arte de la Prefectura de Miyazaki
El Museo de Arte de la Prefectura de Miyazaki se estableció en Miyazaki, Japón, en octubre de 1995. La colección de trabajos se enfoca en artistas de la Prefectura de Miyazaki, o que están asociados con ella. Otro aspecto en el que se encuentra interesado el museo es el proceso de desarrollo del arte en Japón. También incluye obras de importantes autores extranjeros como Picasso, Paul Klee y Magritte.